# NOS Eredivisie op Vrijdag
NOS Eredivisie op Vrijdag is een programma van de NOS. Het programma is in 2015 bedacht en werd voor het eerst uitgezonden op vrijdag 15 januari 2016 op NPO 1.
De presentatie van het programma is in handen van Henry Schut. Vaste gezichten zijn verder NOS voetbalcommentator Jeroen Elshoff en voetballer Daniel de Ridder. De Ridder werd later vervangen door Leonne Stentler en Jeroen Stekelenburg.
Het programma kan als vernieuwend worden beschouwd en heeft als voornaamste onderwerp de Eredivisie. Het begin staat altijd in het teken van de Eredivisiewedstrijd van de avond, gevolgd door een interview met een van de spelers/trainer van die avond, live vanuit de studio.
Twee andere vaste rubrieken zijn in het de eerste twee seizoenen een interview van Maxim Hartman met een voetballer of trainer uit de Eredivisie. Daarnaast krijgt een spelersgroep uit de Eredivisie een week lang een camera van de NOS om te laten zien hoe het leven bij die betaald voetbalorganisatie eraan toe gaat: de NOS PlayerCam.
Ook worden actualiteiten uit de voetbalwereld besproken.
Naar de eerste uitzending op 15 januari keken bijna een miljoen mensen. Voorheen was de Eredivisie samenvatting te zien op NPO 2.
In het seizoen 2017-2018 strijden prominenten uit de voetbalwereld in het programma om de Zandvoort Cup. Onder begeleiding van Jan Lammers verkennen ze Circuit Zandvoort en daarna zetten ze een tijd neer. Glenn Helder zette met een tijd van 1.21,613 de snelste tijd neer.